# Leucon nathorsti
Leucon nathorsti är en kräftdjursart som beskrevs av Axel Ohlin 1901. Leucon nathorsti ingår i släktet Leucon och familjen Leuconidae. Inga underarter finns listade i Catalogue of Life.